# Rico Freiermuth
Rico Freiermuth (* 1. Januar 1958 in Liestal, Basel-Landschaft) ist ein ehemaliger Schweizer Bobsportler.
Freiermuth trat erstmals im Bobsport in Erscheinung, als er 1982 die Goldmedaille im Viererbob bei der WM in St. Moritz gewann, zusammen mit Silvio Giobellina, Urs Salzmann und Heinz Stettler. Im Jahr darauf wurden sie Dritte bei der Europameisterschaft in Sarajevo, um 1984 auf der gleichen Bobbahn bei den Olympischen Winterspielen ebenfalls Bronze hinter den beiden Teams der DDR zu erreichen. Im Zweierbob belegte er mit Ralph Pichler den sechsten Platz. Bereits im Januar des Jahres wurde Freiermuth Europameister in Igls im Viererbob. Seine letzten Grossereignisse bestritt er 1985. Bei der EM in St. Moritz wurde er ein weiteres Mal Meister im Viererbob. Seine aktive Karriere beendete Freiermuth nach dem Gewinn der Bronzemedaille im Vierer bei der Weltmeisterschaft in Cervinia. Des Weiteren wurde er von 1981 bis 1985 fünfmal in Folge Schweizer Meister im Viererbob.